# Project Scorecard
Die Project Scorecard ist eine Weiterentwicklung der aus der Unternehmensführung bekannten Balanced Scorecard für strategische Projekte. Diese Projekte dienen der Umsetzung der Unternehmensstrategie, die häufig bereits mit Hilfe einer Balanced Scorecard formuliert ist.
Die Project Scorecard dient dabei sowohl der Steuerung von Einzelprojekten als auch der Verknüpfung dieser Projekte mit der übergeordneten Unternehmensstrategie.

## Überblick und Motivation
Robert S. Kaplan und David P. Norton beschreiben in ihren Arbeiten die Umsetzung der Unternehmensstrategie innerhalb der Hierarchie des Unternehmens durch das Herunterbrechen der Balanced Scorecard bis auf einzelne Abteilungen oder sogar Personen. Hinsichtlich der Umsetzung der Strategie mit Hilfe von Projekten bleiben sie recht abstrakt und beschränken sich auf die Projektauswahl zu einzelnen Zielen bzw. Kennzahlen in der Balanced Scorecard. Für die Steuerung von einzelnen Projekten liefern sie keinen Beitrag.
Die fehlende Verbindung zwischen Unternehmensstrategie und Projekt wird in verschiedenen Studien als ein wesentlicher Misserfolgsfaktor bei der Durchführung von strategischen Projekten identifiziert. Hier besteht eine Lücke zwischen den Projekten und der übergeordneten Strategie, welche mit Hilfe einer Project Scorecard geschlossen werden kann.

## Perspektiven der Project Scorecard
Da Projekte per Definition einen festen Startzeitpunkt und ein festes Ende haben, eignen sich die vier Standard-Perspektiven der Balanced Scorecard nach Kaplan und Norton nicht für die Abbildung der Projektstrategie. Daher werden für die Project Scorecard abweichende Perspektiven definiert:
Die Perspektive strategische Ankopplung bildet die Schnittstelle zwischen der übergeordneten Unternehmensstrategie und dem Projekt selbst. Auf ihr wird der Strategiebeitrag des Projekts unabhängig vom Projektergebnis dargestellt. Im Vordergrund steht die Frage: „Was soll mit dem Projekt erreicht werden?“
Die Perspektive Einzelprojektergebnis leitet aus der übergeordneten Perspektive strategische Ankopplung konkretere Zielsetzungen für das Projektergebnis ab. Diese werden innerhalb der Perspektive nach den Dimensionen des aus dem Projektmanagement bekannten magischen Vierecks Umfang, Qualität, Zeit und Kosten gegliedert.
Die Perspektive Projektmanagementprozesse enthält Ziele und Kennzahlen zu den für das einzelne Projekt besonders wichtigen Projektmanagementprozessen wie z. B. Zeitmanagement, Qualitätsmanagement oder auch Projektmarketing.
Die Perspektive Projektpotenziale enthält Ziele und Kennzahlen zu den für den Projekterfolg besonders wichtigen Potenzialen wie z. B. Team-Mitgliedern oder externe Dienstleistern.

## Die Project Scorecard im Projektverlauf
Die Project Scorecard unterstützt strategische Projekte über den gesamten Projektverlauf von der Projektidee bis zum Projektabschluss mit Hilfe des Project Scorecard Management Process. Er ist in mehrere Teilprozesse untergliedert:
Im Teilprozess Implementieren wird die Project Scorecard aufgestellt. Dies geschieht in Workshops, an denen Projektinitiator und Projektauftraggeber teilnehmen. Die oben aufgeführten Perspektiven werden von im Top-Down-Verfahren mit Zielen und Kennzahlen versehen. Dabei sollen alle Ziele mit Hilfe von Wirkungsbeziehungen im Sinne einer Strategy-Map verbunden werden. Ergebnis des Teilprozesses ist die Project Scorecard, welche als Entscheidungsgrundlage für den Projektstart dienen kann.
Nach dem Projektstart laufen zwei zyklische Teilprozesse parallel ab. Im Teilprozess Messen und Steuern werden Abweichungen von den Kennzahlen insbesondere der unteren Perspektiven erfasst und steuernde Maßnahmen ergriffen. Im Zentrum dieses Teilprozesses steht die Aufgabe, das Projekt auf dem gewählten Kurs zu halten.
Im Teilprozess Überprüfen und Anpassen werden hingegen die strategischen Annahmen, welche bei der Aufstellung der Project Scorecard getroffen wurden, kritisch hinterfragt. So wird beispielsweise überprüft, ob der Strategiebeitrag des Projekts noch erreicht werden kann oder ob z. B. eine Veränderung der übergeordneten Unternehmensstrategie eine Anpassung der Projektziele erforderlich macht. Im Vordergrund steht hier die Frage, ob der gewählte Kurs noch richtig ist.
Der Teilprozess Abschließen wird nach dem Abschluss der Arbeiten am Projekt angestoßen und dient der Evaluierung des Projekts. Zunächst wird das Projekt offiziell für beendet erklärt. Im Anschluss werden die vorher festgelegten Kennzahlen erfasst und der Projekterfolg bewertet. Insbesondere die Kennzahlen der Perspektive strategische Ankopplung können dabei häufig erst mit einem gewissen Abstand zum Projektende gemessen werden, wenn das Projektergebnis erst innerhalb des Unternehmens wirken muss, um die gewünschten strategischen Auswirkungen zu erreichen.

## Gemeinsamkeiten mit der Balanced Scorecard
Aus dem Konzept der Balanced Scorecard wurde die Forderung nach klarer Messbarkeit der Ziele durch die Definition von Kennzahlen unverändert übernommen. Zu jedem Ziel innerhalb der Project Scorecard soll mindestens eine Kennzahl mit Zielwerten und Zeitbezug definiert werden.
Ebenso wurde die Verbindung der Ziele durch Wirkungsbeziehungen im Sinne eine Strategy-Map aus dem Konzept von Kaplan und Norton übernommen. Alle Ziele innerhalb der Project Scorecard sollen durch Wirkungsbeziehungen miteinander verbunden sein. Wenn eine übergeordnete Balanced Scorecard vorhanden ist, sollen die Ziele der Perspektive strategische Ankopplung mit Wirkungsbeziehungen an die Ziele dieser Unternehmens-Scorecard angebunden werden.
Die Beschränkung auf wenige besonders wichtige Ziele und Kennzahlen gilt für die Project Scorecard ebenso wie für die Balanced Scorecard. Die von Kaplan und Norton formulierte Faustregel von ca. 20–25 Zielen bzw. Kennzahlen gilt daher auch für die Project Scorecard.